# Вежбе (Ниський повіт)
Вежбе (пол. Wierzbie, нім. Wackenau) — село в Польщі, у гміні Ламбіновиці Ниського повіту Опольського воєводства.
Населення — 565 осіб (2011).

## Демографія
Демографічна структура станом на 31 березня 2011 року:
|          | Загалом | Допрацездатний вік | Працездатний вік | Постпрацездатний вік |
| -------- | ------- | ------------------ | ---------------- | -------------------- |
| Чоловіки | 268     | 41                 | 199              | 28                   |
| Жінки    | 297     | 42                 | 177              | 78                   |
| Разом    | 565     | 83                 | 376              | 106                  |